# WWE Championship
Het WWE Championship is een professioneel worstelkampioenschap dat gecreëerd werd en eigendom is van de Amerikaanse worstelorganisatie WWE. Het is een van de drie wereldkampioenschappen van WWE, naast het Universal Championship op SmackDown en het NXT Championship op NXT.

## Geschiedenis

### Oorsprong
Het WWE Championship werd in 1963 geïntroduceerd en "Nature Boy" Buddy Rogers werd de eerste kampioen. De oorsprong van deze titel begon in de National Wrestling Alliance (NWA), een worstelorganisatie die verschillende territoriale organisaties had. In de jaren 1950 was Capitol Wrestling Corporation (CWC) een dochterondernemer van de NWA. In 1963 namen de bestuurders van CWC de exploitaties van de NWA over en controleerden de exploitaties. Gedurende deze tijd behield Rogers het NWA World Heavyweight Championship, een wereldtitel van NWA, totdat hij op 24 januari 1963 de titel moest afstaan aan Lou Thesz. Na een geschil over het resultaat, scheidde de CWC zich af van de NWA en de CWC vernoemde zichzelf tot World Wide Wrestling Federation (WWWF). Al snel werd het WWWF World Heavyweight Championship gecreëerd dat een spin-off werd van de NWA World Heavyweight Championship. Op 29 april 1963 werd de titel toegewezen aan Rogers, omdat hij in Rio de Janeiro het lucratieve toernooi won door Antonino Rocca te verslaan in de finale. In 1979 vernoemde de organisatie zichzelf tot World Wrestling Federation (WWF) en de titel tot WWF World Heavyweight Championship, maar de NWA was nog steeds aangesloten bij de WWF. In 1983 besloot de WWF om hun samenwerking met de NWA te beëindigen. In de jaren 1990 werd de titel vernoemd tot WWF Championship.

### Verhevenheid
In 1991 creëerde de worstelorganisatie World Championship Wrestling (WCW), een andere dochteronderneming van de NWA, het WCW World Heavyweight Championship op. Nadat de WCW zicht afsplitste van de NWA, groeide de WCW uit tot een grote worstelorganisatie en werd een rivaal voor de WWF. Beide organisaties bleven groeien en werden uiteindelijk betrokken bij een kijkcijferoorlog, de zogenoemde "Monday Night Wars". In 2001 ging WCW failliet en werd door WWF gekocht. Als gevolg van de aankoop, verwierf de WWF de videotheek van de WCW en naast de videotheek waren de worstelaars en de kampioenschappen van de WCW overgenomen door de WWF. Deze gebeurtenissen werden ook toegepast als een verhaallijn voor "The Invasion". Bij het evenement Vengeance op 9 december 2001, werd het WCW Championship geünificeerd met het WWF Championship, nadat Chris Jericho eerst het WCW Championship veroverde van The Rock en daarna het WWF Championship veroverde van Stone Cold Steve Austin. Als resultaat werd Jericho uitgeroepen tot de laatste WCW Champion en de volgende WWF Champion. Dit leidde tot een Undisputed Championship in het professioneel worstelen en de titel werd vernoemd tot WWF Undisputed Championship.

### Undisputed Championship

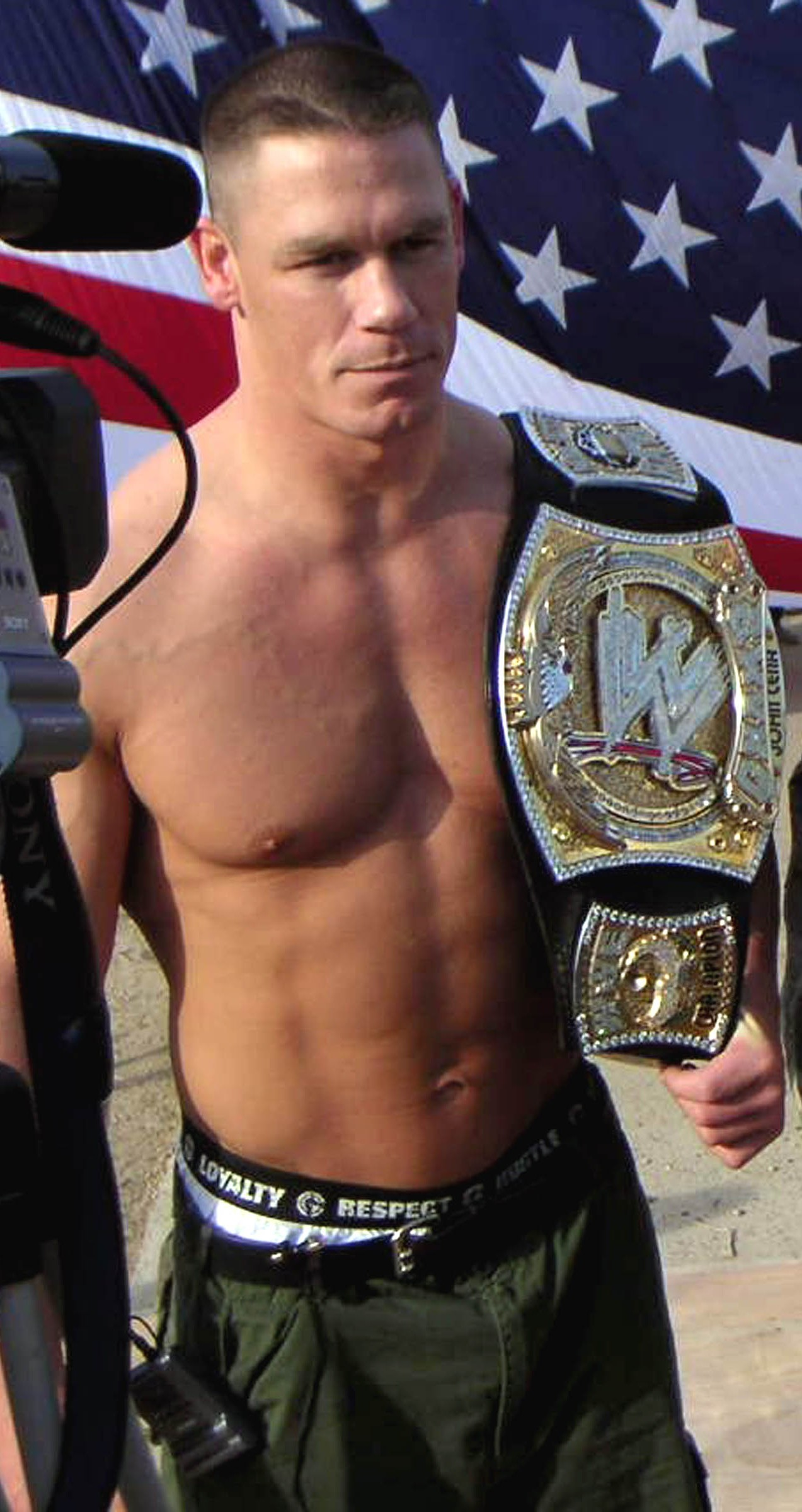
John Cena met een riem met een draaiend "WWE"-logo in het midden.

In 2002 werd het rooster van de WWF verdubbeld als gevolg van de overvloed aan gecontracteerde werknemers uit de oorspronkelijke WWF en werknemers van WCW en ECW. Uiteindelijk besloot de WWF om hun rooster te verdelen en deed dat door middel van haar twee belangrijkste televisieprogramma's, Raw en SmackDown!. Na de benoeming van Eric Bischoff en Stephanie McMahon als General Managers van Raw en SmackDown, contracteerde McMahon Brock Lesnar, de toenmalige WWE Undisputed Champion en had Raw geen wereldkampioen meer. Op 2 september 2002, besloot Bischoff om het World Heavyweight Championship (dat voorheen het WCW World Heavyweight Championship representeerde) te reactiveren en het WWE Undisputed Championship werd vernoemd tot WWE Championship.

### WWE World Heavyweight Championship
Op 15 december 2013, bij het evenement TLC: Tables, Ladders & Chairs, won Randy Orton de titel van John Cena en was in het bezit van het WWE Championship en het World Heavyweight Championship. Een dag na het evenement, maakte WWE bekend, dat het World Heavyweight Championship geünificeerd werd met het WWE Championship, waarmee er een einde kwam aan het World Heavyweight Championship en vernoemd werd naar het WWE World Heavyweight Championship.

## Aangepaste riemontwerpen
De speciale riemontwerpen werden gecreëerd om bepaalde karakters van de worstelaars overeen te komen:
- The Ultimate Warrior - wit, blauw, paars en geel lederen riem
- Stone Cold Steve Austin - Smoking Skull-riem
- John Cena - Riem met een draaiende "WWE"-logo in het midden
- Edge - Riem met een draaiende "Rated-R Superstar"-logo in het midden
- The Miz - Riem met een draaiende "WWE"-logo in het midden waarbij de logo op zijn kop stond ("M" verwezen naar Miz)
- The Rock - Debuut van een nieuw design voor de titel, met op maat "Brahma Bull"-zijplaten
- John Cena - Riem met "Hustle, Loyalty, and Respect" (links) en "U ₡ ME" (rechts) zijplaten
- Randy Orton - Riem met "RKO"-zijplaten
- Daniel Bryan - Riem met "YES"-zijplaten
- Seth Rollins - Riem met "SR"-zijplaten
- Roman Reigns - Riem met "spin"-zijplaten
- Dean Ambrose - Riem met "DA"-zijplaten

## Huidige kampioen
| Huidige kampioen | Datum           | Vorige kampioen | Evenement       |
| ---------------- | --------------- | --------------- | --------------- |
| Cody Rhodes      | 3 augustus 2025 | John Cena       | Summerslam 2025 |

## Titel geschiedenis

### Statistieken
| Record            | Recordhouder     | Record in cijfers       | Aantekeningen                                                                                               |
| ----------------- | ---------------- | ----------------------- | --- |
| Meest periodes    | John Cena        | 17                      | Gevolgd door Randy Orton\|Met 14 keer Triple H met 9 periodes, The Rock heeft 8 periodes                    |
| Langste periode   | Bruno Sammartino | 2803 dagen (zeven jaar) | Sammartino's tweede periode duurde 1237 dagen (drie jaar) en was de vierde langste in de geschiedenis.      |
| Kortste periode   | André the Giant  | c. 45 seconden          | André versloeg Hulk Hogan en probeerde de titel te verkopen aan Ted DiBiase, waardoor de titel vacant werd. |
| Oudste kampioen   | Vince McMahon    | 54 jaar, 21 dagen       | |
| Jongste kampioen  | Randy Orton      | 23 jaar, 257 dagen      | |
| Zwaarste kampioen | Yokozuna         | 291 kg                  | |
| Lichtste kampioen | Rey Mysterio     | 79 kg                   | |
| Langste kampioen  | André the Giant  | 2,24 m                  | |
| Kleinste kampioen | Rey Mysterio     | 1,71 m                  | |